# 오로라월드
오로라월드 주식회사(Aurora World Corp.)은 대한민국의 캐릭터 완구 업체이다.

## 연혁
- 1981년: 오로라 무역상사 출범.
- 1985년 9월: 오로라 무역상사에서 오로라 무역 주식회사로 설립.
- 1999년: 오로라 무역 주식회사에서 오로라월드 주식회사로 법인명 변경
- 2000년대: 아티카, 지니키즈를 계열사로 인수
- 2001년: 코스닥 등록

## 설립 주년
22년

## 완구
- 산리오캐릭터즈
- 트랜스트럭 (단종) ※ 현재는 다이소가 복제품을 판매한다.

## 수상
- 2009년 대한민국 콘텐츠어워드 특별상 수상

## TV 프로그램
- 기업 열전 K1 (2009년 12월 24일)

### KBS
- 유후와 친구들 시즌1 애니제작 엔싹 엔터테인먼트 시즌2 시즌3 애니제작 스튜디오 반달 매직영상  출동! 유후 구조대 외주제작 스튜디오 버튼 넷플릭스 KBS

### 타방송사
신비아파트: 고스트볼 X의 탄생 신비아파트: 고스트볼 X의 탄생 두번째 이야기 신비아파트: 고스트볼 더블 X 6개의 예언 제작투자

### 장난감 판매
신비아파트 실시